# Публије Ације Вар
Публије Ације Вар (умро 17. марта 45. п. н. е.) је био римски војсковођа, командант Помпејевих снага у Северној Африци за време Цезаровог грађанског рата.

## Биографија
О Варовом животу и каријери пре почетка рата нема готово никаквих података, с изузетком навода да је 52. године п. н. е. служио као промагистрат у тадашњој римској провинцији Африци. На самом почетку рата је 49. године п. н. е. командовао оптиматским трупама у Пиценуму, али се, суочен с брзином Цезаровог напредовања морао заједно с Помпејем повући у Апулију. Одатле је дошао у Африку, преузевши команду од тамошњег гувернера Туберона, који је такође прешао на Помпејеву страну. Вар је без проблема мобилизовао две легије. Када се исте године у Северној Африци искрцао Гај Скрибоније Курион на челу цезаровских снага, Вар му се супротставио, при чему му је помоћ пружио нумидијски краљ Јуба I. У бици на реци Баградас Курион је поражен, а Северна Африка остала под помпејским надзором следеће три године.
Након пораза код Фарсале 48. године п. н. е. у Северну Африку су дошли водећи помпејанци као Катон Млађи и Метел Сципион, од којих је потоњи преузео комадну од Вара. Године 46. п. н. е. Вару је поверена команда над помпејанском флотом. Након битке код Тапса, Вар је поражен од цезаровске флоте Гаја Дидија и присиљен искрцати се у Хиспанији. Тамо се прикључио Титу Лабијену и с њим погинуо у бици код Мунде којом је окончан рат.